# Лонинг PW-2
Лонинг PW-2 (енгл. Loening PW-2) је амерички ловачки авион. Авион је први пут полетео 1920. године. 

Највећа брзина авиона при хоризонталном лету је износила 219 km/h.
Распон крила авиона је био 12,11 метара, а дужина трупа 7,94 метара. Празан авион је имао масу од 851 kg. Нормална полетна маса износила је око 1270 kg. Био је наоружан са два митраљеза калибра 7,7 милиметара Луис.

## Наоружање
| Наоружање авиона: Лонинг       |     |
| Ватрено (стрељачко) наоружање  |     |
| Топ                            |     |
| Митраљез                       |     |
| Број и ознака митраљеза        | 2   |
| Калибар                        | 7,7 |
| Бомбардерско наоружање (бомбе) |     |
| Ракетно наоружање (ракете)     |     |